# Odontomyia pauliani
Odontomyia pauliani är en tvåvingeart som beskrevs av James 1975. Odontomyia pauliani ingår i släktet Odontomyia och familjen vapenflugor.
Artens utbredningsområde är Madagaskar. Inga underarter finns listade i Catalogue of Life.